# ウィルフレッド・ザハ
ダゼ・ウィルフレッド・アルメル・ザハ (Dazet Wilfried Armel Zaha, 1992年11月10日 - ）は、コートジボワール・アビジャン出身のサッカー選手。メジャーリーグサッカー・シャーロットFC所属。コートジボワール代表。ポジションはFW。

## 経歴
アビジャンに生まれ、4歳の時に家族でロンドンに移住した。12歳でクリスタル・パレスFCのアカデミーに加入。2010年にトップチーム昇格し、5月27日、カーディフ・シティFC戦でプロデビューを果たした。
アーセナルFCからの関心もあったが、2013年1月、マンチェスター・ユナイテッドFCへの移籍が決定。2012-13シーズン限りで勇退したアレックス・ファーガソンが契約した最後の選手となった。2012-13シーズンはレンタルの形でクリスタル・パレスへ残留。
2014年1月、カーディフ・シティFCへレンタル移籍した。
2014年8月28日、古巣のクリスタル・パレスへレンタル移籍した。
2017年3月クリスタル・パレスとの契約を5年間延長した。2016-17シーズンは7得点、またメスト・エジルらと並ぶ9アシストを記録。クリスティアン・ベンテケと共に攻撃を牽引し、クリスタル・パレスのプレミアリーグ残留に貢献した。
2019年6月にアーセナルFCから4000万ポンド（約53億8000万円）での獲得オファーが届いたが、クラブがこれを拒否した。2020-21シーズン、これまでのキャリアで自己最多のリーグ戦11ゴールを決め、クリスタル・パレスでは通算392試合68ゴール72アシストを刻んだこととなった。
2023年7月24日、スュペル・リグのガラタサライSKにフリーで移籍した。3年契約で、契約金が約3億6800万円とみられている。
2024年8月31日、オリンピック・リヨンにレンタル移籍した。

## 代表歴
コートジボワールで生まれイングランドで育ったため、どちらかの代表を選択することが出来た。

### イングランド代表として (2011年-2013年)
イングランド代表として各年代でプレーした。
2012年11月11日、負傷のウェイン・ルーニーに代わってイングランド代表に追加招集され、11月14日のスウェーデン代表戦で、83分にラヒーム・スターリングとの交代出場により、A代表デビューを果たした。

### コートジボワール代表として (2016年-)
2016年11月27日、コートジボワールサッカー連盟はFIFAがザハの国籍をイングランドからコートジボワールに変更をしたことを確認した。この件に関して、イングランド代表監督のガレス・サウスゲートは、国籍変更を思い留めるように示した。アフリカネイションズカップ2017の代表メンバーに選出された。 2017年1月8日のスウェーデンとの親善試合で代表デビューを果たし、ジョヴァンニ・シオの得点をアシストし、結果2-1で勝利した 。2017年1月11日のウガンダ戦で代表初ゴールを決めた。

## タイトル
クラブ
マンチェスターユナイテッド
- FAコミュニティ・シールド 2013

### 個人
- プレミアリーグ月間最優秀選手:1回  （2018年4月)